# Poulet aux prunes
Pour le film sorti en 2011, voir Poulet aux prunes (film).
Poulet aux prunes est un album de bande dessinée de l'auteur iranienne Marjane Satrapi édité par L'Association en 2004. Il remporte le prix du meilleur album au Festival d'Angoulême 2005.

## Résumé
L'intrigue se déroule en novembre 1958 en Iran. Nasser Ali Khan, grand musicien de son époque (et grand-oncle de l'autrice elle-même), décide de se laisser mourir à la suite de la casse de son târ. En effet, même avec les târs les plus fameux et onéreux, Nasser Ali ne retrouve pas le goût de jouer. La bande dessinée relate les huit jours durant lesquels le musicien se laisse dépérir, baladé entre ses souvenirs, ses fantasmes et ses rencontres. Le livre finit avec sa mort.

## Accueil critique
En 2005, le Festival international de la bande dessinée d'Angoulême décerne le prix du meilleur album à Poulet aux prunes,. 

## Adaptation
Une adaptation au cinéma de Poulet aux prunes, réalisée par Marjane Satrapi et Vincent Paronnaud a été sélectionnée à la Mostra de Venise 2011 et était en lice pour le Lion d'or. Elle sort sur les écrans en France le 26 octobre 2011 et remporte le titre du meilleur film lors du festival du Beaujolais, au cinéma Les 400 coups.
À noter que dans cette adaptation, le târ devient un violon.